# 瓜達盧佩斯氏脂䲁
瓜達盧佩斯氏脂䲁（學名：Starksia guadalupae），為輻鰭魚綱䲁形目脂䲁科斯氏脂䲁屬的一個種，分布於中東太平洋墨西哥海域，深度9至18公尺，本魚體長，扁平，頭鈍，頜齒圓錐形、彎曲且尖銳，口頂前部和側面有齒，每個鼻孔、眼上方和頸背兩側各有一條短而細、不分支的觸鬚，雄魚第一臀鰭棘長與鰭的其餘部分分離，變為性器官，側線鱗37-42枚，體橄欖色，側腹有藍色和深褐色斑點，背鰭下有8個弱鞍狀紋，背鰭基部兩側背上方各有一對黑色橫紋，頭橄欖色，眼上黑色，眼下乳白色，眼後有一黑色楔形斑，眼前方有一條淺色縱線，唇均勻棕褐色，背鰭琥珀色，有時帶紅褐色，臀鰭褐色，邊緣淺，第1條鰭條尖端略帶藍色；尾鰭淡橄欖色，腹鰭藍灰色至琥珀色，胸鰭淡橄欖色，背鰭硬棘19枚、背鰭軟條8枚、臀鰭硬棘2枚、臀鰭軟條16枚，體長可達4.5公分，棲息在海草生長的礁石區，生活習性不明。